# (32811) Apisaon
(32811) Apisaon (1990 TP12) – planetoida z grupy trojańczyków okrążająca Słońce w ciągu 11,89 lat w średniej odległości 5,21 j.a. Odkryta 14 października 1990 roku.